# Gyümölcsevő piranha
A gyümölcsevő piranha (Colossoma macropomum) a sugarasúszójú halak (Actinopterygii) osztályának pontylazacalakúak (Characiformes) rendjébe, ezen belül a pontylazacfélék (Characidae) családjába tartozó faj.
Nemének egyetlen faja.

## Előfordulása
A gyümölcsevő piranha Dél-Amerikában az Amazonas és az Orinoco folyók medencéiben fordul elő.

## Megjelenése
Ez a hal általában 70 centiméter hosszú, de 108 centiméteresre is megnőhet. Testtömege legfeljebb 40 kilogramm.

## Életmódja
Trópusi, édesvízi halfaj, amely a 22-28 °C hőmérsékletű vizeket kedveli. A víz pH értéke 5-7,8 között kell, hogy legyen. Általában 5 méteres mélységben tartózkodik. A gyümölcsevő piranha általában magányos élőlény. Amikor a nagy folyók elárasztják az erdőket, ez a hal körülbelül 5 hónapot az erdőben tölt, gyümölcsökkel és magokkal táplálkozva. A fiatal példányok és az ivadékok, egészen az ivarérettségük eléréséig az úgynevezett fekete vizekben élnek. A fiatalok tápláléka zooplankton, rovarok, csigák és elbomlott növényi részek.

## Felhasználása
A gyümölcsevő piranhát Dél-Amerikában széles körben tenyésztik, mivel ásványokban szegény vizekben is megél, ezenkívül ellenáll a betegségekkel szemben. A vad állományok halászata kevésbé jelentős. Magán és városi akváriumokban egyaránt kedvelt pontylazacféle. Frissen és fagyasztva árusítják.

## Képek

Gyümölcsevő piranhák
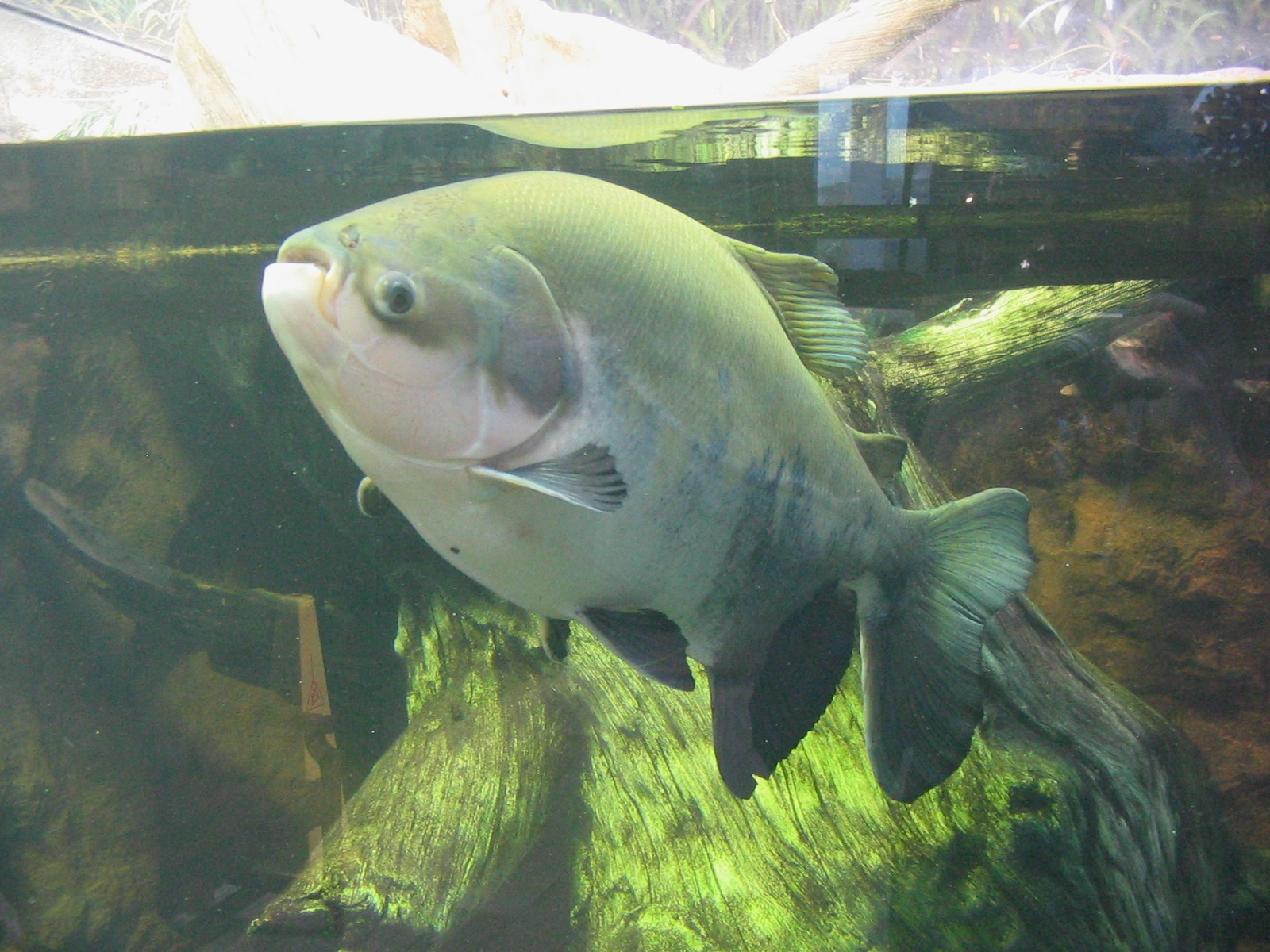
különböző
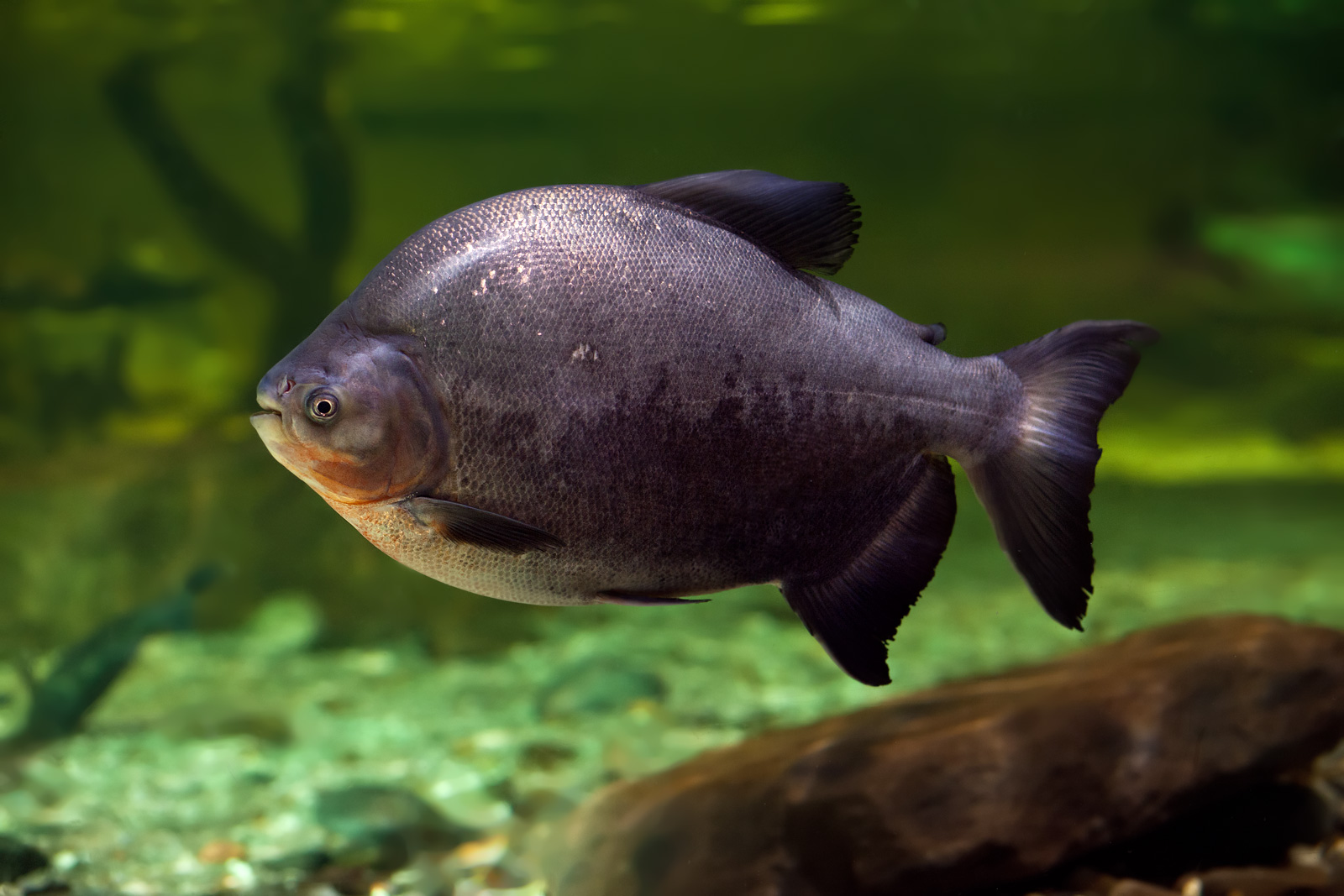
akváriumokban
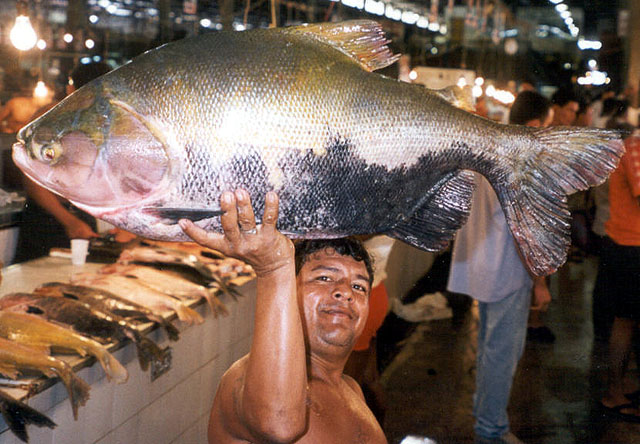
és a halpiacon